# Terra Sabaea
Terra Sabaea ist ein Gebiet auf dem Mars, die längste Seite hat eine Länge von 4700 km. Es befindet sich zu Teilen innerhalb der Arabia-, Syrtis Major-, Iapygia-, Ismenius Lacus- und dem Sinus Sabaeus Gradfeld.
Benannt wurde es nach dem antiken Reich Saba.